# Sommet des BRICS 2024
Le sommet des BRICS 2024 aussi appelé sommet de Kazan, est le 16e sommet des BRICS qui s'est tenu du 22 au 24 octobre 2024 à Kazan en Russie.
Les BRICS souhaitent que les instances gouvernementales internationales (FMI, ...) reflètent la multipolarité du monde actuel et respectent la souveraineté des pays non-occidentaux. Ils cherchent notamment à s'émanciper du dollar, qui est le principal outil de domination des USA, au profit de monnaies locales.
Le secrétaire général de l'ONU, António Guterres, est venu à ce sommet et y a rencontré le président russe Vladimir Poutine. Il a lancé un appel à la paix à Gaza, au Liban, en Ukraine et au Soudan.
Le statut d'état membre est actuellement accordé à 9 pays qui ont parfois des intérêts divergents, tels que la Chine et l'Inde. Le modèle des BRICS a été rejoint en 2024 par 4 nouveaux pays et est extrêmement attractif puisqu'il y a cette année une trentaine de demandes d'adhésion, telle que l'Arabie Saoudite, la Serbie, le Venezuela et la Turquie qui est aussi membre de l'OTAN.

## Participants

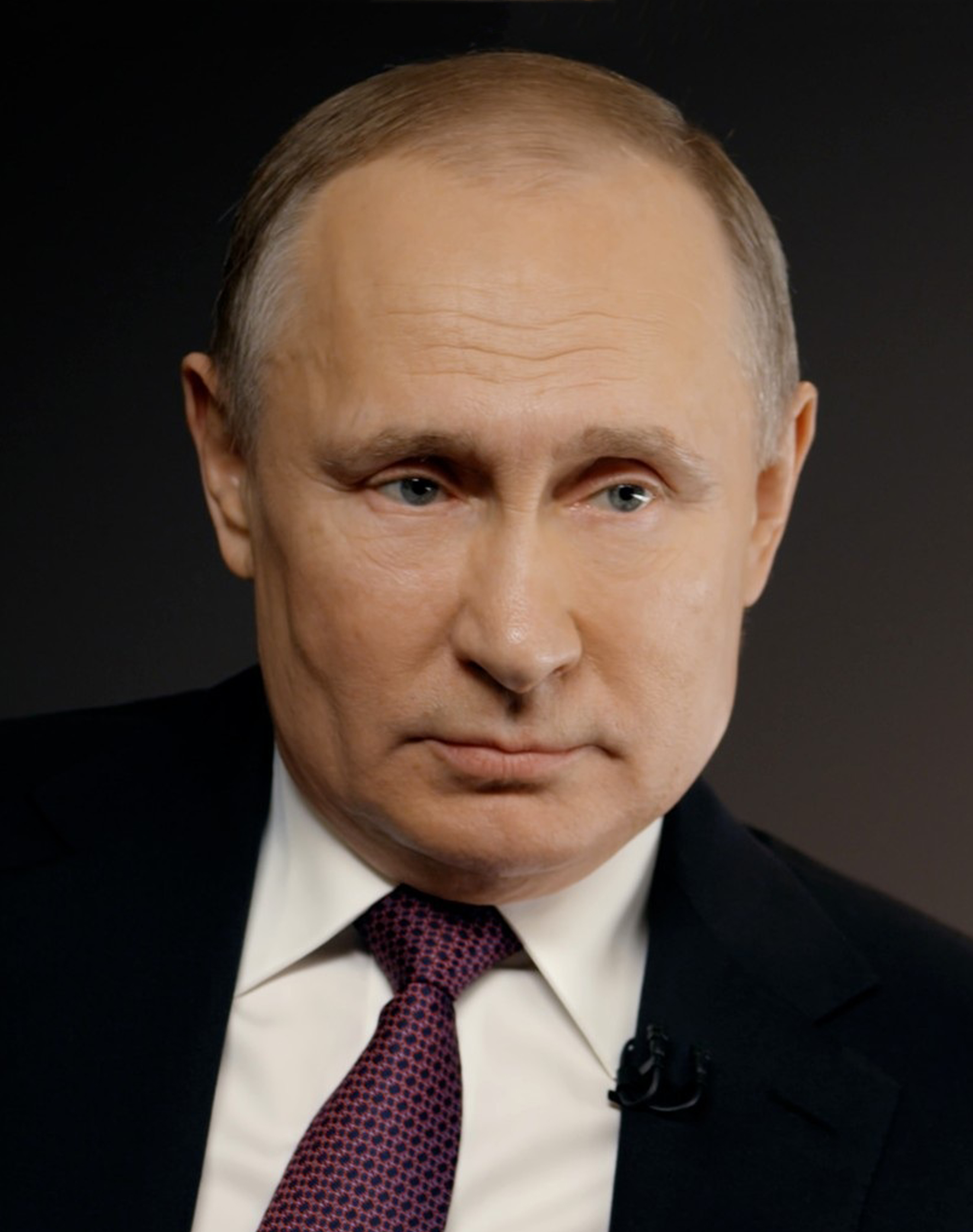
Vladimir Poutine Président de la fédération de Russie
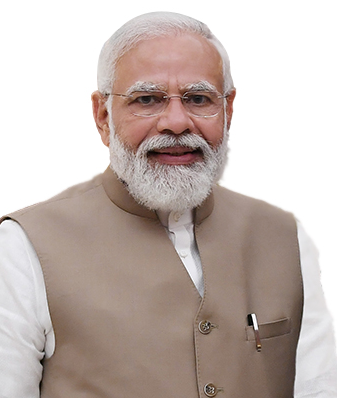
Narenda Modi Premier ministre de l'Inde
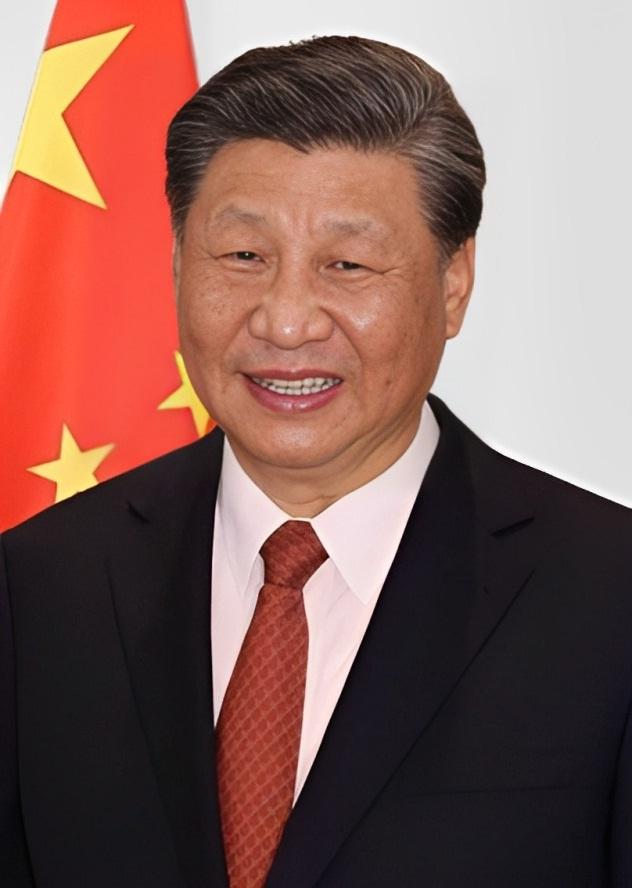
Xi Jinping Président de la république populaire de Chine
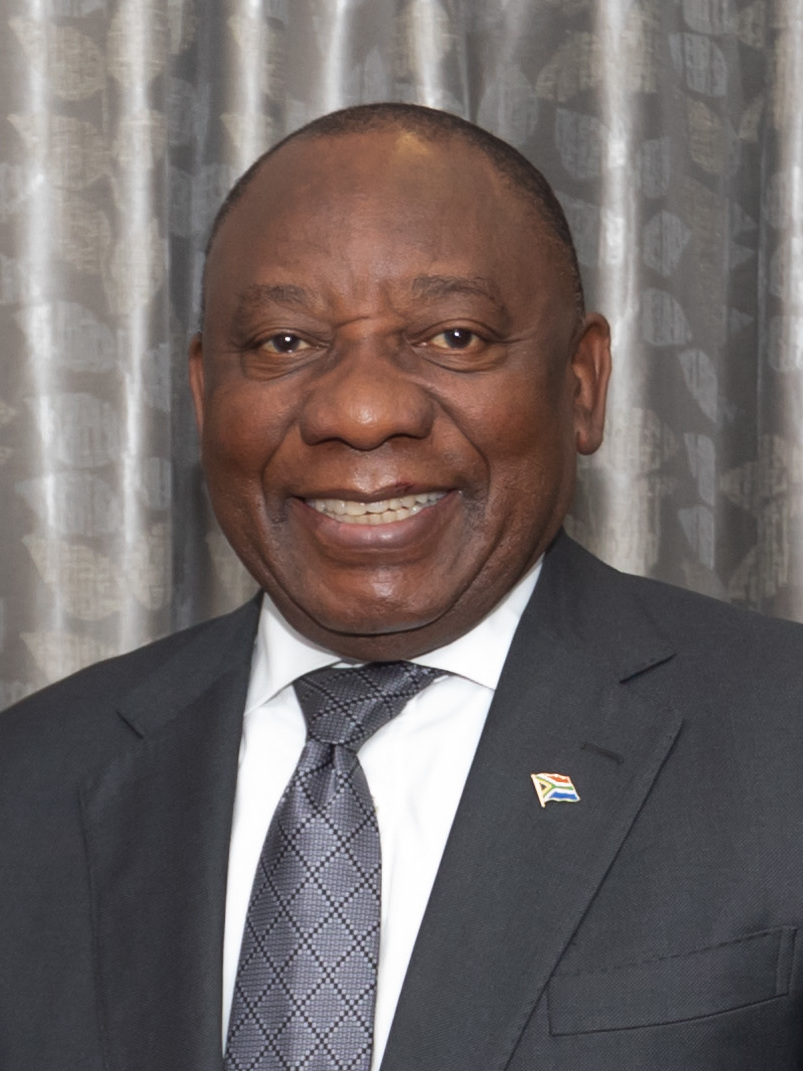
Cyril Ramaphosa Président de la république d'Afrique du Sud
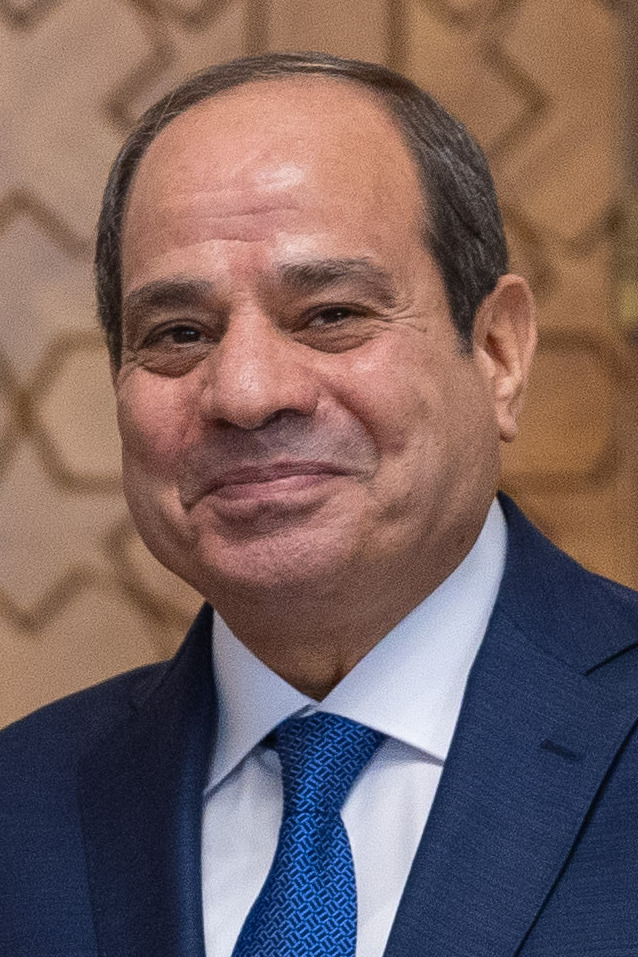
Abdel Fattah al-Sissi Président de la république arabe d'Égypte
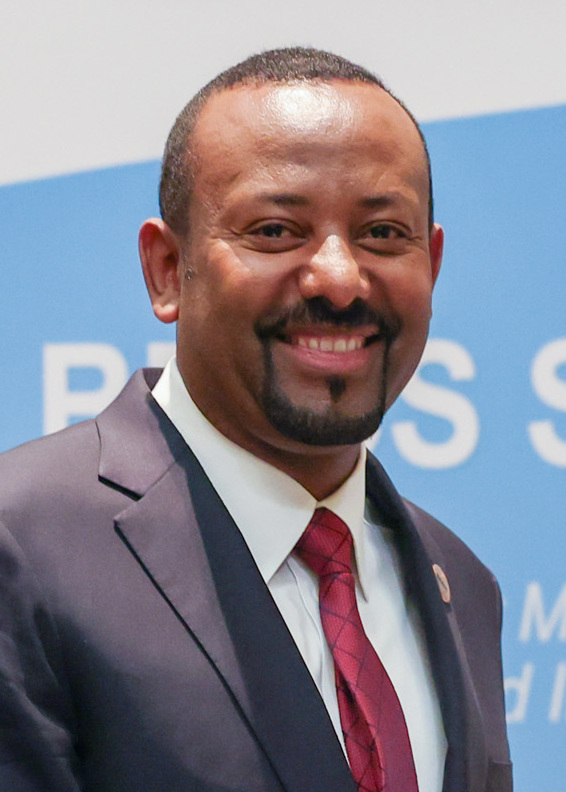
Abiy Ahmed Premier ministre d'Éthiopie
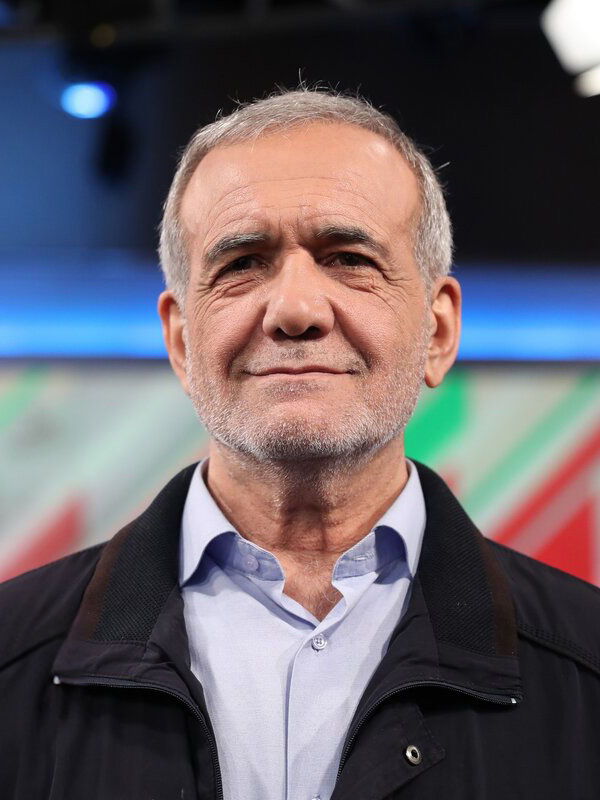
Massoud Pezechkian Président de la république islamique d'Iran
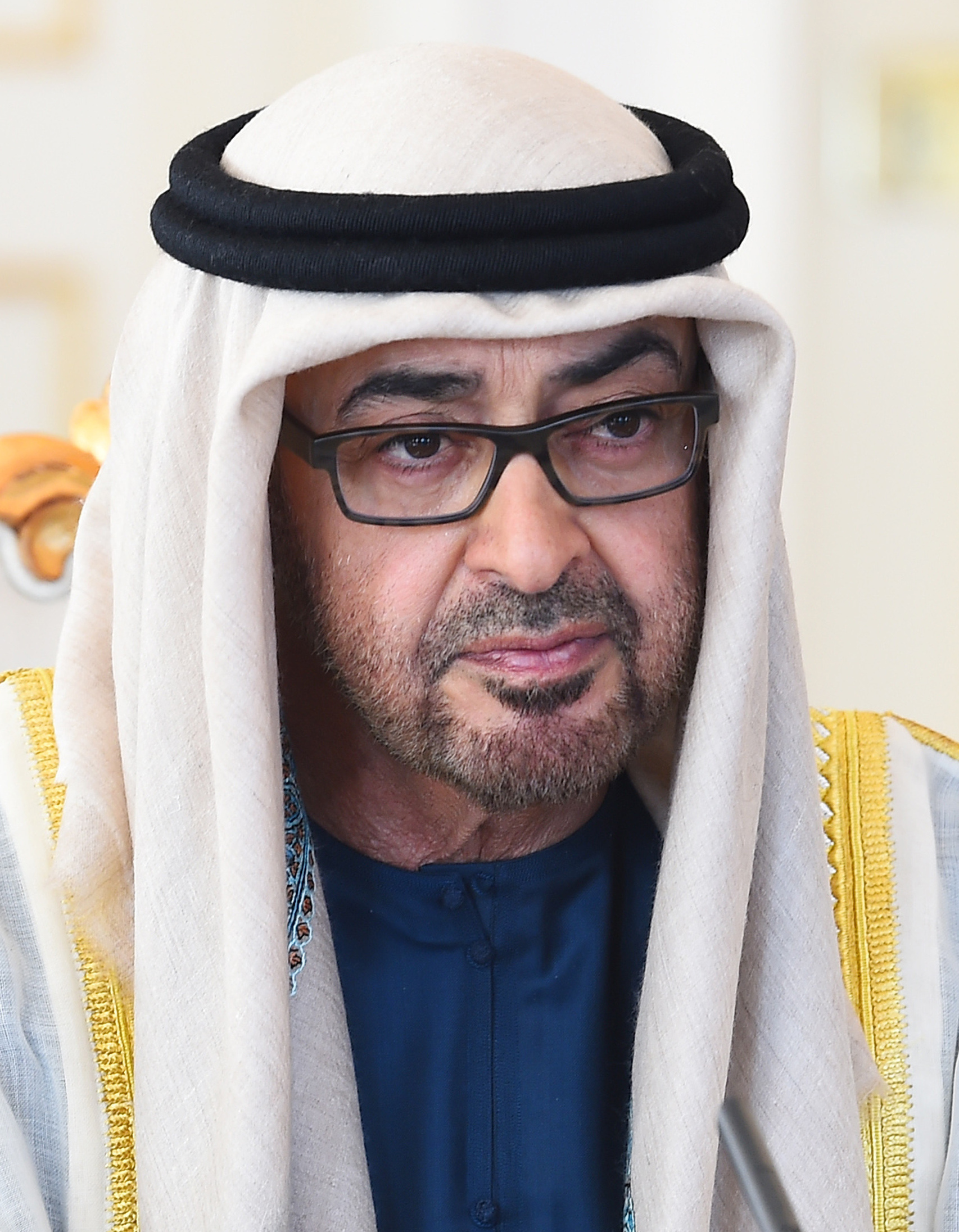
Mohammed ben Zayed Al Nahyane Président des Émirats arabes unis
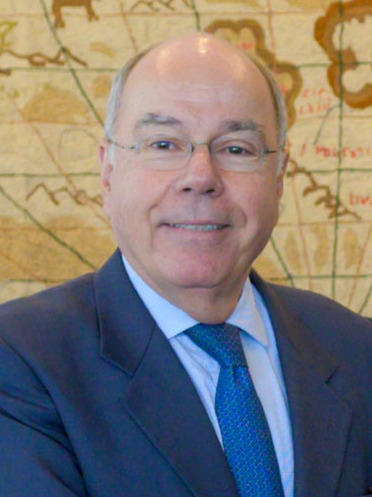
Mauro Vieira, ministre des relations extérieures pour remplacer sur place Luiz Inácio Lula da Silva, Président de la république fédérative du Brésil, en visioconférence à cause d'un problème de santé.

### Invités
| Pays/Territoire            | Poste                                             | Nom                             |
| -------------------------- | ------------------------------------------------- | ------------------------------- |
| Afghanistan                | Ministre du commerce et de l'industrie            | Nooruddin Azizi                 |
| Arménie                    | Premier ministre                                  | Nikol Pashinyan                 |
| Azerbaïdjan                | Président de la république                        | Ilham Aliyev                    |
| Bahreïn                    | Ministre des affaires étrangères                  | Abdullatif bin Rashid Al Zayani |
| Bangladesh                 | Secrétaire d’État aux affaires étrangères         | Md. Jashim Uddin                |
| Biélorussie                | Président de la république                        | Alexander Lukashenko            |
| Bolivie                    | Président de l'État plurinational                 | Luis Arce                       |
| République du Congo        | Président de la république                        | Denis Sassou Nguesso            |
| Cuba                       | Ministre des affaires étrangères                  | Bruno Rodríguez Parrilla        |
| Indonésie                  | Ministère des Affaires étrangères                 | Sugiono                         |
| Kazakhstan                 | Président de la république                        | Kassym-Jomart Tokayev           |
| Kirghizistan               | Président de la république                        | Sadyr Japarov                   |
| Laos                       | Président de la république démocratique populaire | Thongloun Sisoulith             |
| Malaisie                   | Ministre de l'économie                            | Rafizi Ramli                    |
| Mauritanie                 | Président de la république islamique              | Mohamed Ould Ghazouani          |
| Mongolie                   | Chef de l'administration présidentielle           | Gombojavyn Zandanshatar         |
| Nicaragua                  | Ministre des affaires étrangères                  | Valdrack Jaentschke             |
| Palestine                  | Président                                         | Mahmoud Abbas                   |
| Arabie saoudite            | Ministre des affaires étrangères                  | Faisal bin Farhan Al Saud       |
| Serbie                     | Vice-Premier ministre                             | Aleksandar Vulin                |
| Sri Lanka                  | Secrétaire d’État aux affaires étrangères         | Aruni Wijewardane               |
| République serbe de Bosnie | Président de la république serbe                  | Milorad Dodik                   |
| Tadjikistan                | Président de la république                        | Emomali Rahmon                  |
| Thaïlande                  | Ministre des affaires étrangères                  | Maris Sangiampongsa             |
| Turquie                    | Président de la république                        | Recep Tayyip Erdoğan            |
| Turkménistan               | Président de la république                        | Serdar Berdimuhamedow           |
| Venezuela                  | Président de la république bolivarienne           | Nicolás Maduro                  |
| Viêt Nam                   | Premier ministre                                  | Phạm Minh Chính                 |
| ONU                        | Secrétaire général                                | Antonio Guterres                |
| Ouzbékistan                | Président de la république                        | Shavkat Mirziyoyev              |